# Таласофобія
Таласофобія (від грец. thalassa θάλασσα , «море» та phobos φόβος , «страх») — постійний і сильний страх глибоких водойм, таких як море, океани чи озера. Хоча таласофобія дуже тісно пов’язана, її не слід плутати з аквафобією, яка класифікується як страх перед водою. Таласофобія може включати страх перебування в глибоких водоймах, страх величезної порожнечі моря, морських хвиль, водних істот і страх відстані від землі.
Причини таласофобії не ясні та є предметом дослідження медичних працівників, оскільки вони можуть сильно відрізнятися між людьми. Дослідники припустили, що страх перед великими водоймами є частково еволюційною реакцією людини, а також може бути пов’язаний із впливом популярної культури, яка викликає страх і страждання. Існує також теорія, що основна психологія фобії походить від символічної природи води. Зокрема, простори моря часто пов’язані з глибоким підсвідомим.
Тяжкість таласофобії та ознаки та симптоми, пов’язані з нею, досить мінливі та складні. Люди з таласофобією переживають численні епізоди емоційного та фізичного страждання, викликаного різноманітними тригерами. Лікування може включати комбінацію терапії та анксіолітиків і є найефективнішим при призначенні пацієнтам у дитинстві, коли таласофобія зазвичай досягає свого піку.

## Причини
Вважається, що страх перед великими водоймами є еволюційною та спадковою рисою, яка передається з покоління в покоління. Люди віддають перевагу впевненості перед ризиком і адаптуються на основі історії навчання та ситуаційних змінних. Дослідження Ніколаса Карлетона 2016 року встановило, що «страх перед невідомим» є еволюційним механізмом, який спонукав виживання людської раси з самого початку. Виявлення страху перед глибокими водоймами фактично виправдано, оскільки предки людської раси розуміли, що їхнє виживання залежить від того, що вони залишаться на суші, а не у водному середовищі. У свою чергу це переросло в фундаментальний страх, який передавався з покоління в покоління, щоб забезпечити виживання людства.
Мартін Ентоні, професор психології в Торонтському столичному університеті та співавтор The Anti-Anxiety Workbook, стверджує, що: «з еволюційної точки зору, має сенс, що люди розвиватимуть схильність боятися та уникати глибокої води через усі пов’язані з цим ризики». Він продовжує, коментуючи генетичний аспект страхів, кажучи: «Ми, по суті, «запрограмовані» еволюцією боятися одних ситуацій (наприклад, висоти, глибокої води, змій) легше, ніж інших (наприклад, квітів, плюшевих ведмедів)".

### Тригери
Багато речей можуть спровокувати таласофобію, наприклад, контакт або думки про океан, озера, човни, плавання, підводне плавання, підводні човни, морські істоти або фотографії та фільми про будь-що, про що йдеться (Pederson, 2021). У деяких людей таласофобія настільки сильна, що вони тривожаться, як тільки чують слово «океан» або просто дивляться на його зображення. Іноді фотографії великої морської істоти може бути достатньо, щоб викликати у когось таласофобію. Це пов’язано з тим, що ці істоти є такими, якими вони уявляють себе в таких глибоких водоймах, що легко може призвести до таласофобії. Інші можуть не боятися того, що всередині, але можуть боятися порожнечі океану. Обговорення океану може спровокувати таласофобію багатьох людей, не дивлячись на зображення чи не перебуваючи біля великих водойм. Тригери, що викликають цю фобію, різні залежно від того, наскільки інтенсивною є таласофобія для людини.

## Діагностика та симптоми
Таласофобія характеризується певними фізичними та емоційними рисами, які демонструє людина. Реакція людей з таласофобією на великі водойми (пляжі, океани, озера) не відповідає рівню небезпеки, яку для них представляє вода. Таким чином, вони ілюструють ненормальну поведінку в ситуаціях або середовищах, які викликають у них страх. Фобія, викликана тривогою, така як таласофобія, проявляється через специфічні ознаки та симптоми. Люди з помірним страхом перед глибокими водоймами можуть щодня відчувати збудження та неспокій.
Загальні емоційні симптоми таласофобії включають:
- Постійне хвилювання
- Проблеми із засипанням або засинанням (можливо, безсоння)
- Напади паніки і тривоги
- Відчуття неминучої загибелі
- Потрібно втекти
- Почуття відстороненості від ситуації
- Бути перевантаженим

Загальні фізичні симптоми таласофобії включають:
- Задишка
- Пітливість
- Тремтіння або тремтіння при вигляді моря
- Плач або втеча, коли поблизу глибоких водойм
- Нудота
- Запаморочення
- Прискорене дихання
- Кричання при вигляді моря

Відповідно до «Діагностичного та статистичного посібника з психічних розладів (п’яте видання)» (DSM-5), який є посібником для оцінки та діагностики психічних розладів, розробленим Американською психіатричною асоціацією; щоб поставити діагноз фобія глибоких водойм:
- Страх людини перед глибокою водою повинен бути постійним, надмірним і необґрунтованим
- Людина повинна відчувати цей страх кожного разу, коли вона потрапляє в глибоку або відкриту воду
- Людина або уникає океану чи інших відкритих водойм, або терпить їх із сильним страхом
- Страх людини перед великими водоймами обмежує і заважає їх нормальному функціонуванню
- Страх людини присутній протягом шести місяців або довше

Поширеність і частота таласофобії або будь-якої іншої фобії здебільшого невідома. Дослідники прийшли до висновку, що тяжкість і поширеність таласофобії постійно змінюється серед різних демографічних груп, і багато хто може не знати, що вони мають легку таласофобію

## Лікування
Люди з таласофобією часто покращують свої симптоми завдяки спеціальним стратегіям і процедурам, які застосовують терапевти та медичні працівники. Надзвичайно важливо відзначити, що якщо її не лікувати, таласофобія може призвести до інших психічних розладів, таких як посттравматичний стресовий розлад, тривога, депресія та/або панічні атаки.
- Когнітивно-поведінкова терапія (КПТ)

Таласофобією можна керувати за допомогою психологічного інструменту, відомого як когнітивно-поведінкова терапія (КПТ). КПТ – це тип психотерапевтичного лікування, який допомагає пацієнтам навчитися визначати та маніпулювати тривожними моделями мислення в позитивну та реалістичну поведінку. Психологи та терапевти використовують КПТ, щоб справити негативний вплив на певну поведінку та емоції, щоб вони були замінені більш відповідними та реалістичними реакціями. Дослідження мета-аналізу в 2013 році показало, що КПТ позитивно впливає на зміну нейронних шляхів і активацію мозку пацієнтів з фобіями, що призводить до більш контрольованої поведінки під час впливу страху.
- Систематична десенсибілізація

Систематична десенсибілізація – це лікування, під час якого пацієнти з певними фобіями піддаються дії все більшої кількості стимулів, що викликають тривогу, і одночасно навчаються технікам релаксації. Більшість людей, які мають таласофобію, активно уникають ситуації, якої вони бояться, що у свою чергу створює хибну та ще більш страшну фальшиву реальність. Методи систематичної десенсибілізації дозволяють пацієнтам протистояти своєму страху за допомогою контрольованих емоцій і реалістичних поглядів. Він складається з трьох кроків, перший включає вивчення техніки м’язової релаксації, а потім пацієнтів просять скласти список страшних сценаріїв, ранжуючи їх за інтенсивністю. Нарешті, пацієнтів навчають поступово протистояти своєму страху. Метою цієї техніки є зосередження на розслабленні, коли вони переживають стресові ситуації, поки середовище/подія не перестане викликати дискомфорт.  Теорією, що лежить в основі системної десенсибілізації, є класичне кондиціонування, метою якого є заміна почуття страху та тривоги станом спокою. Техніки релаксації, які навчають для боротьби з таласофобією через системну десенсибілізацію, включають діафрагмальне дихання, прогресивне розслаблення м’язів, медитацію та уважність.
- Експозиційна терапія

Експозиційна терапія — це дія особи, яка вступає в тісний контакт із ситуацією чи середовищем, що безпечно викликає її фобію. Загальна мета експозиційної терапії полягає в тому, щоб довести пацієнту, що ситуація, об’єкт або середовище не такі небезпечні чи викликають занепокоєння, як вони можуть вважати. Таке лікування також дозволяє пацієнтам відчути більшу впевненість у своїй здатності впоратися з ситуацією, яка їх лякає; якщо вони зіткнуться з ситуацією, якої вони бояться. У випадку таласофобії використовується експозиційна терапія, щоб зменшити страх і занепокоєння, пов’язані з великими водоймами. Існує кілька варіантів експозиційної терапії, і психологи можуть використовувати різні техніки для досягнення оптимальних результатів. Ці варіації включають:
Експозиція in vivo: це техніка, за допомогою якої пацієнтів навчають безпосередньо зіткнутися з об’єктом, ситуацією чи діяльністю, яка викликає страх, у реальному житті. Людям з таласофобією часто пропонують увійти у воду на пляжах, озерах чи ставках. Недоліком експозиції in vivo є те, що учасники мають високий відсоток відсіву та погане сприйняття лікування порівняно з іншими варіантами терапії.
Інтероцептивне вплив: навмисне викликання фізичних відчуттів, які є нешкідливими, але викликають страх. Наприклад, людям з таласофобією часто показують зображення моря, океанів, озер або відеозаписи людей у воді. Це викликає реакцію, яку потім може змінити або маніпулювати терапевт.
Експозиція віртуальної реальності: за певних обставин технологію віртуальної реальності можна використовувати, коли експозиція in vivo є недоцільною. Це може включати випадки, коли особа не проживає поблизу пляжів, океанів або озер. Це також може включати випадки, коли якийсь інший фактор перешкоджає пацієнту входити в таке середовище (включаючи фактори здоров’я, особисті чи релігійні фактори).
- Ліки

У більшості пацієнтів за допомогою терапії покращуються або усуваються всі симптоми таласофобії; проте деяким може знадобитися поєднання терапії та ліків для точного лікування симптомів. Ліки не можуть вилікувати такі фобії, як таласофобія, проте вони можуть допомогти зменшити симптоми тривоги та страху. Селективні інгібітори зворотного захоплення серотоніну (широко відомі як СІЗСС) — це тип антидепресантів, які може призначити кваліфікований лікар. Інші поширені ліки, які використовуються для лікування таласофобії, включають бета-блокатори (які допомагають, блокуючи потік адреналіну, який виникає, коли людина відчуває тривогу) і бензодіазепіни (швидкодіючі ліки від тривоги). Бензодіазепіни слід призначати лише тоді, коли інші терапевтичні чи лікарські засоби не спрацювали, оскільки вони спричиняють заспокійливу дію та викликають залежність.